# Vrbatův Kostelec
Pour les articles homonymes, voir Kostelec.
Vrbatův Kostelec (en allemand : Werbat-Kosteletz) est une commune du district de Chrudim, dans la région de Pardubice, en République tchèque. Sa population s'élevait à 370 habitants en 2022.

## Géographie
Vrbatův Kostelec se trouve à 6 km au sud du centre de Chrast, à 15 km au sud-est de Chrudim, à 23 km au sud-est de Pardubice et à 111 km à l'est-sud-est de Prague.

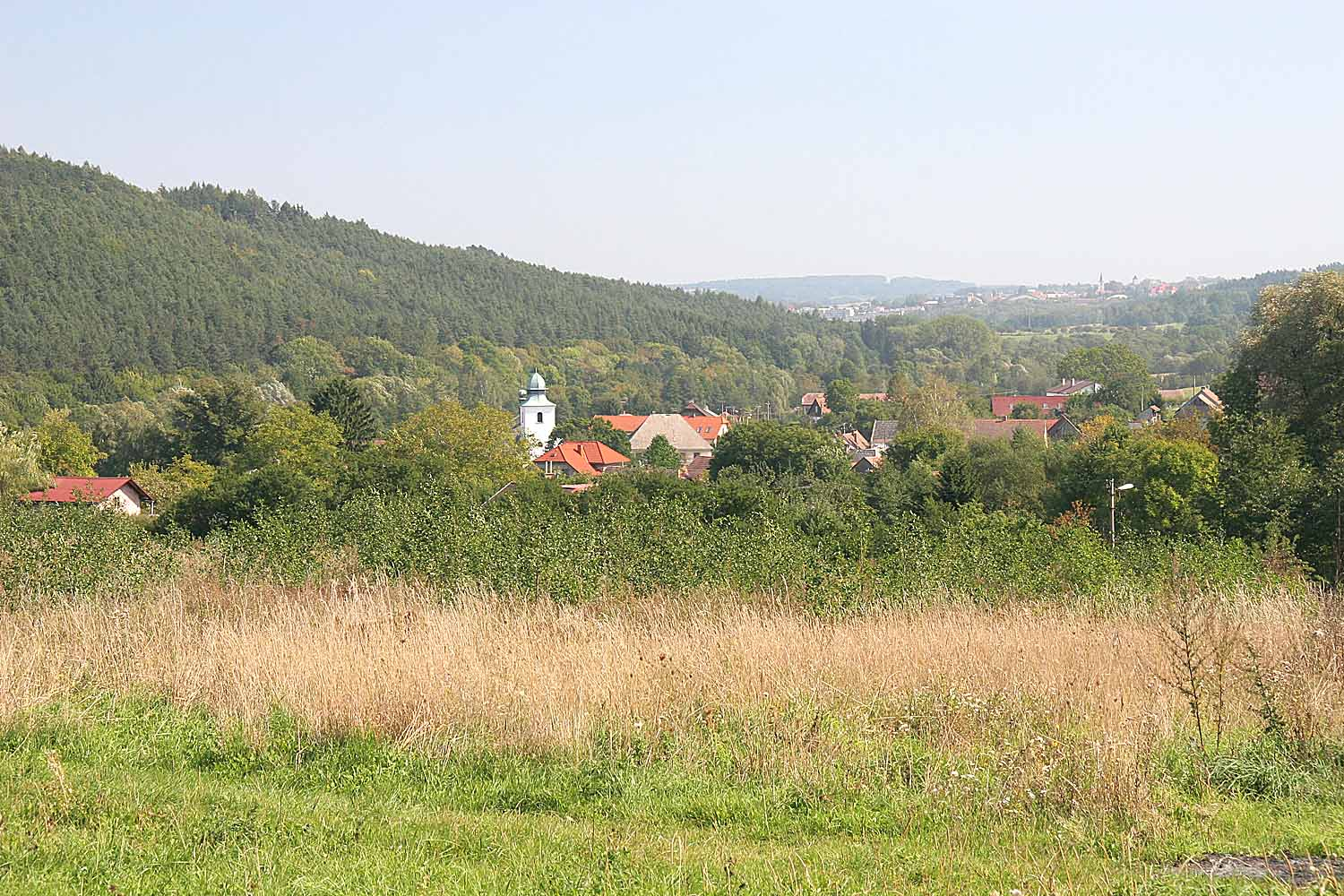
Panorama du village.

La commune est limitée par Horka et Chrast au nord, par Leštinka à l'est, par Prosetín et Tisovec au sud, et par Miřetice à l'ouest.

## Histoire
La première mention écrite de la localité date de 1073.

## Administration
La commune se compose de quatre sections :
- Cejřov
- Habroveč
- Louka
- Vrbatův Kostelec

## Galerie

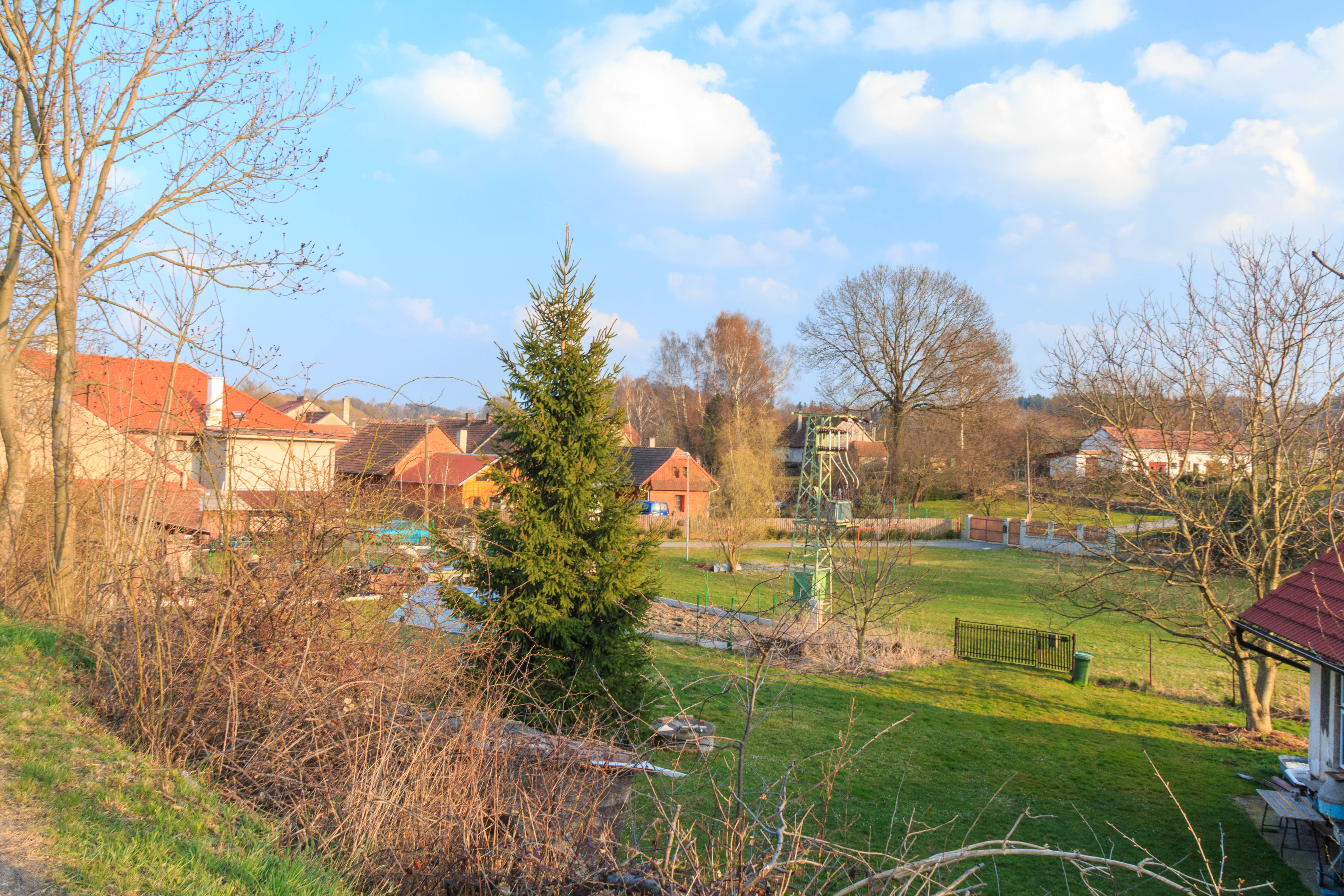
Une prairie depuis la route de Havlovice.
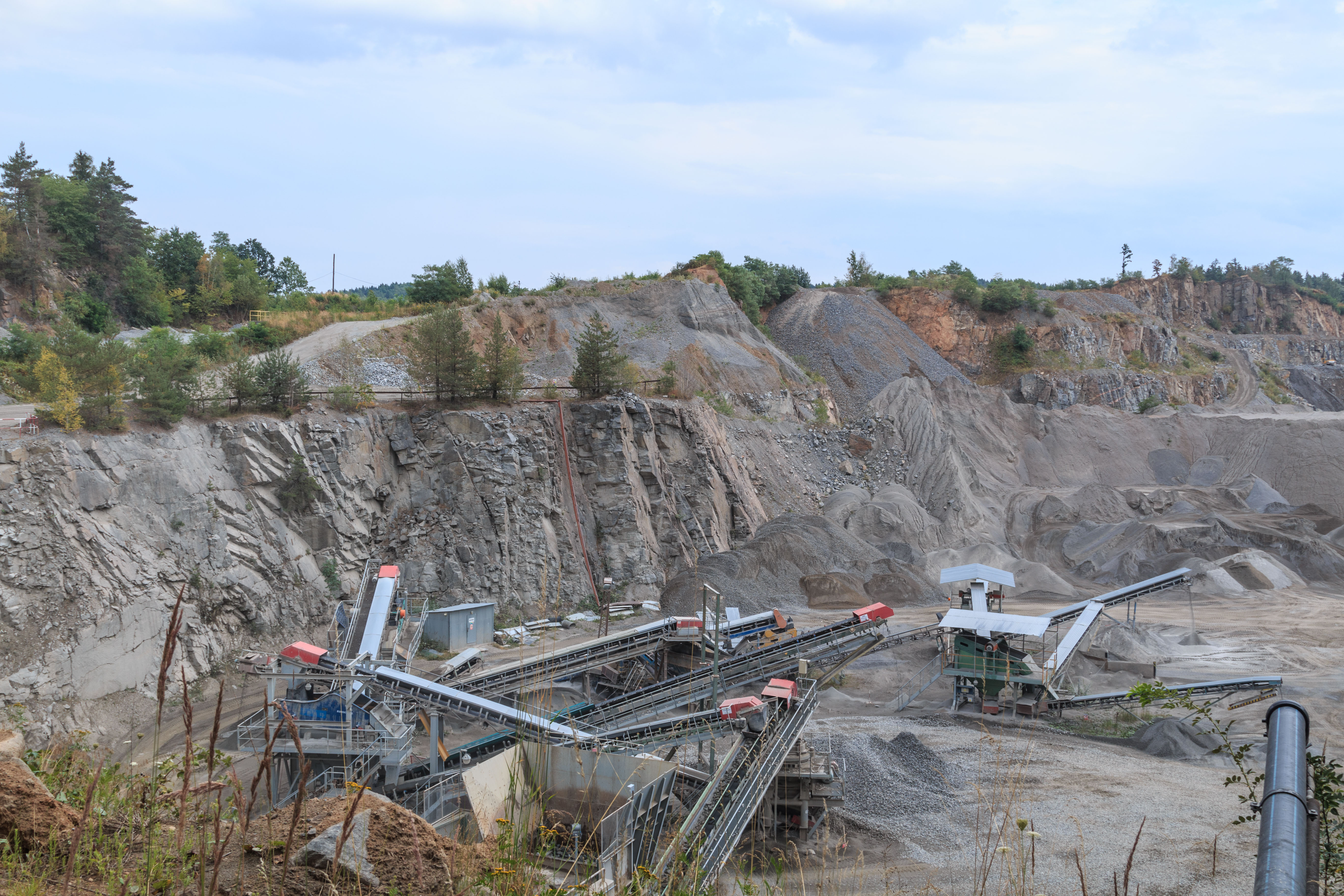
Carrière à Cejřov.

## Transports
Par la route, Vrbatův Kostelec se trouve à 6 km du centre de Skuteč, à 18 km de Chrudim, à 30 km de Pardubice et à 137 km de Prague. 